# 여주 신륵사 극락보전 삼장보살도
여주 신륵사 극락보전 삼장보살도(驪州 神勒寺 極樂寶殿 三藏菩薩圖)는 경기도 여주시 천송동, 신륵사에 있는 조선시대의 불화이다. 2013년 11월 12일 경기도의 유형문화재 제278호로 지정되었다.

## 개요
삼장보살도는 하늘을 주관하는 천장보살, 땅을 주관하는 지지보살, 지하세계를 주관하는 지장보살을 한 폭에 그린 수륙재 불화로 신륵사의 삼장보살도는 1758년 화승 20여명이 참여하여 그린 조선 시대의 불화이다. 괘불도를 제외하고 현존하는 경기지역 불화 중 가장 이른 시기의 작품이다. 가운데에 천장보살, 오른쪽에 지지보살, 왼쪽에 지장보살을 배치하였는데 세 보살 모두 같은 높이의 연화대좌 위에 결가부좌를 하고 있다.

## 같이 보기
- 신륵사

## 참고 자료
- 여주 신륵사 극락보전 삼장보살도 - 국가유산청 국가유산포털